# پیچ‌اناری (گیاه)
پیچ‌اناری (گیاه) (نام علمی: Campsis grandiflora) نام یک گونه از سرده پیچ‌اناری است.